# Vestura adeba
Vestura adeba là một loài bướm đêm trong họ Noctuidae.